# Emil Oskar Nobel
Emil Oskar Nobel (29. října 1843 Petrohrad – 3. září 1864) byl švédský chemik a vynálezce. Byl členem Nobelovy rodiny.

## Životopis
Emil Oskar Nobel se narodil 29. října 1843 v ruském Petrohradě. Byl nejmladším synem Immanuela Nobela a Andrietty Ahlsellové. Byl bratrem Roberta Nobela, Ludviga Nobela a Alfreda Nobela. 
V roce 1842 si Immanuel Nobel otevřel dílnu se slévárnou v Petrohradě, kde jeho synové pracovali. V roce 1859 se vrátil do Švédska s nejmladšími syny Emilem a Alfredem. Emil byl jediným členem rodiny, který vystudoval vysokou školu a navštěvoval Uppsalskou univerzitu.
Po návratu do rodného Švédska se společně se svým otcem a bratrem Alfredem podílel na výzkumu nitroglycerinu. Zemřel spolu s několika dalšími dělníky v továrně při těchto pokusech v továrně svého otce v Heleneborgu ve Stockholmu. Emil Oskar Nobel v té době studoval v Uppsale a rovněž pracoval v továrně. Po výbuchu byla výroba nitroglycerinu v továrně zakázána, ale pokračovala poblíž jezera Mälaren.
Jeho bratr Alfred v době Emilovy smrti v továrně nepracoval, ale později se mu dynamit podařilo stabilizovat pomocí křemeliny.